# Dymitr I
Dymitr I (gruz. დემეტრე I, Demetre I) (1093 – 1156) – król Gruzji (1125–1156) z dynastii Bagratydów. Poeta.

## Życie
Był najstarszym synem Dawida IV i jego pierwszej żony Rusudan, księżniczki armeńskiej. Jako dowódca, brał udział w bitwach toczonych przez jego ojca m.in. pod Didgori w 1121 r. czy pod Szyrwanem w 1123 r. Objął tron po śmierci swojego ojca 24 stycznia 1125. W tym samym czasie, Seldżukowie zaatakowali armeńskie Ani. Młody król musiał zgodzić się na kompromis i zrzec się miasta, jednak na prawach lenna.
W 1138 zdobył Gandżę i przywiózł, jako dar dla Monastyru Gelati w Kutaisi, jej żelazną bramę do swego kraju. Pomimo genialnego zwycięstwa, tylko przez parę lat, utrzymywał władzę nad Gandżą.
W 1130 wykryto spisek możnowładztwa, pod przywództwem jego najstarszego syna, Dawida. Król kazał aresztować spiskowców i zabić, jednego z liderów, Jana Abuletisdze w 1138 (albo 1145). Dawid zbuntował się znów w 1154, zmuszając ojca do abdykacji i przywdziania szat mnicha.
Jednakże, Dawid V zmarł sześć miesięcy później i stary król wrócił na tron. Dawida przeżył jego syn Demna, który był uznawany przez część arystokratycznej opozycji jako prawowity następca. Mimo że Dymitr nie był tak genialnym władcą, jak jego ojciec, Gruzja pozostała silnym mocarstwem feudalnym z dobrze zorganizowaną armią, systemem politycznym i rozwijającym się życiem kulturalnym i ekonomicznym.
Zmarł w 1155; pochowano go w Monastyrze Gelati.

## Żony i dzieci
Nie znamy imienia jego żony, natomiast znamy imiona jego dzieci. Były to:
- Dawid V,
- Rusudan, przyszła żona sułtana rumijskiego, Massuda,
- Jerzy III, jego następca,
- córka, przyszła żona Iziasława II Pantelejmona.

## Twórczość
Był twórcą kilku poematów, głównie o tematyce religijnej. Szen char wenachi (Tyś jest winnicą), hymn poświęcony Marii, jest najsłynniejszym spośród nich.